# گره-نو-لی

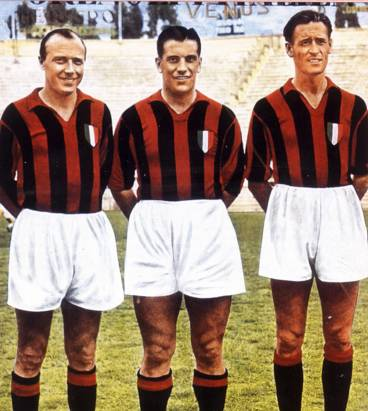
گونار گرن، گونار نوردال و نیلس لیدهولم با آ.ث. میلان.

گره-نو-لی اختصار نام‌های خانوادگی ۳ فوتبالیست سوئدی با نام‌های گونار گرن، گونار نوردال و نیلس لیدهولم است. این نام گذاری پس از این که این بازیکنان مثلث تهاجمی سهمگین را برای تیم ملی فوتبال سوئد و آ.ث. میلان در دهه ۵۰ تشکیل دادند، به وجود آمد.
این ۳ مهاجم موفق یه کسب مدال طلای المپیک ۱۹۴۸ در لندن شدند. کمی پس از آن، نوردال به میلان پیوست و با گرن و لیدهولم در فصل ۵۰–۱۹۴۹ همراه شد. در آن فصل میلان موفق شد ۷۱ گل در ۳۸ بازی به ثمر برساند.